# Azteekse Driebond
De Azteekse Driebond (ook wel Triple of Drievoudige Alliantie), beter bekend als het Azteekse rijk (Nahuatl: Ēxcān Tlahtōlōyān) was een alliantie van drie Azteekse stadstaten: Tenochtitlan; Texcoco; en Tlacopan. De stadstaten heersten over het gebied in en rond het Dal van Mexico vanaf 1428, totdat ze in 1521 werden verslagen door de Spaanse conquistadores en hun inheemse geallieerden onder bevel van Hernán Cortés in 1521.
De Azteekse Triple Alliantie werd gevormd in 1427 door Itzcoatl uit Tenochtitlan en Nezahualcoyotl uit Texcoco, nadat beiden de Tepaneekse overheersers uit Azcapotzalco van zich hadden afgeworpen. Samen met de kleinere stadstaat Tlacopan, in feite een restant van Azcapotzalco, vormden zij de driebond. Ondanks de naam was Tenochtitlan de dominante partner en Tlacopan de zwakste. Tenochtitlan en Texcoco ontvingen elk 2/5 van alle inkomsten en Tlacopan ontving 1/5. Tegen de tijd dat de Spanjaarden arriveerden, in 1519, was Tlacopan bijna verdwenen als een aparte stadstaat en werden de gebieden van de alliantie geregeerd vanuit Tenochtitlan.
Op haar hoogtepunt controleerde de Alliantie het grootste gedeelte van centraal Mexico van kust tot kust, met uitzondering van een klein gebied ten zuidoosten van Tenochtitlan, de Tlaxcalteekse stadstaten, ruwweg begrensd door de hedendaagse Mexicaanse staat Tlaxcala. Het waren de Tlaxcalteken die bondgenoten werden met Cortés in 1521, om uiteindelijk de Alliantie te vernietigen.